# Rhome (Teksas)
Rhome je grad u američkoj saveznoj državi Teksas. Prema popisu stanovništva iz 2010. u njemu je živjelo 1.522 stanovnika.